# Долгушев Олексій Романович
Олексі́й Рома́нович Долгу́шев (13 (26) лютого 1902 , Пачелма, Чембарський повітd, Пензенська губернія, Російська імперія  — 1976 , Пачелма, Пензенська область ) — співробітник ОДПУ — НКВС, капітан державної безпеки (1938), член ВКП(б). Депутат Верховної Ради УРСР 1-го скликання (1938–1939). Кандидат у члени ЦК КП(б)У (1938–1939).

## Біографія
Народився 13 (26) лютого 1902 року на станції Пачелма Пензенської губернії у родині залізничника. До 1915 року вчився на залізничного майстра.
У 1915–1918 роках працював чорноробом в майстернях залізобетонного заводу Пачелми. З листопада 1917 року служив у Червоній гвардії на залізниці. У 1918–1922 роках — зчіпник, приймальник вагонів потягів служби експлуатаці, у 1922–1924 роках — ваговик (вагар). 
З квітня 1924 року на службі в РСЧА. У 1924–1925 роках — молодший командир роти зв'язку 45-ї дивізії. У 1925–1929 роках — завідувач діловодством роти зв'язку 45-ї дивізії. У 1929 році — секретар політвідділу 45-ї дивізії в місті Миколаєві.
Член ВКП(б) з 1929 року.
З 1929 року в органах Об'єднаного державного політичного управління (ОДПУ) при СНК СРСР. У 1930 році — помічник уповноваженого ІНФО Особливого відділу (ОВ) 14-го стрілецького корпусу УВО. У 1930–1931 роках — уповноважений ОВ 14-го стрілецького корпусу і Київського оперативного сектору ДПУ. У 1931–1933 роках — уповноважений ОВ Київського оперативного сектору — обласного відділу ОДПУ. У 1933–1934 роках —  оперативний уповноважений ОВ 45-го механізованого корпусу Українського військового округу (УВО). У 1934 році — оперативний уповноважений ОВ Київського обласного відділу ДПУ, оперативний уповноважений ОВ 18-ї авіабригади УВО. З 1934 по 1936 рік — виконувач обов'язків начальника ОВ 18-ї авіабригади УВО. У 1936–1937 помічник начальника 5-го відділення ОВ – 5-го окремого УДБ УНКВС Дніпропетровської області. 
У 1937 році помічник начальника 6-го відділення 5-го відділу Управління державної безпеки Народного комісаріату внутрішніх справ УРСР (УДБ НКВС УРСР). Згодом виконувач обов'язків начальника 5-го відділення 5-го відділу УДБ НКВС УРСР, у 1937–1938 роках — начальник 5-го відділення УДБ НКВС УРСР.
26 червня 1938 року обраний депутатом Верховної Ради УРСР першого скликання Кам'янській виборчій окрузі № 102 Київської області. Член Мандатної комісії Верховної Ради УРСР.
У лютому — травні 1938 року — начальник 1-го відділу УДБ НКВС УРСР (охорона членів Політбюро ЦК КП(б)У та уряду УРСР).
З травня 1938 по січень 1939 року — начальник Управління НКВС УРСР по Київській області.
15 січня 1939 року заарештований. Засуджений 13 серпня 1940 року Військовим трибуналом військ НКВС Київського округу до 7 років позбавлення волі. Пізніше справу направлено на додаткове слідство, 27лютого 1941 року Військовим трибуналом військ НКВС Київського округу засуджений до 10 років позбавлення волі. Справа знову направлено на дорозслідування, 21 травня 1942 року Військовим трибуналом військ НКВС Уральського округу засуджений до вищої міри покарання — розстрілу. Військова колегія Верховного Суду СРСР замінила вищу міру покарання 10 роками позбавлення волі. Покарання відбував у таборі Івдельтаб у Свердловській області. Помер 1976 року.

## Звання
- молодший лейтенант державної безпеки (22.03.1936)
- лейтенант державної безпеки (.01.1937)
- старший лейтенант державної безпеки (1938)
- капітан державної безпеки (13.06.1938)

## Нагороди
Нагороджений орденом Червоної Зірки (19.12.1937), медаллю «XX років Робітничо-Селянській Червоній Армії» (22.02.1938)